# Oslebshauser Park
Der Oslebshauser Park liegt in Bremen im Stadtteil Gröpelingen, Ortsteil Oslebshausen.

## Geschichte
1931 erwarb Bremen einen stark waldartigen Gutspark mit kleinen Teichen, das Korff’s Holz. Nach Plänen von Gartenbaudirektor Paul Freye wurde er zu einer Parkanlage umgestaltet und 1932 den Bürgern zugänglich gemacht. Er bietet mit seinen Teichen, Wiesen und Buchenwäldchen ein Stück Naturerlebnis.
Von 1936 bis 1945 wurde der Park als Gottfried-Talle-Park bezeichnet.
Im Oslebshauser Park wurden in den 1990er Jahren größere Sanierungs- und Erweiterungsarbeiten durchgeführt und die Natur wieder in den Mittelpunkt gerückt. Die bis dahin künstlichen Uferbefestigungen der Teiche wurden mit naturnahen Röhricht- und Feuchtbereichen gestaltet. Die Rasenflächen wurden nach ökologischen Gesichtspunkten angelegt und gepflegt, wobei starre Formen in naturnahe Flächen umgewandelt wurden.
Die Grünanlage beeindruckt durch ihren Bestand an großen, weit ausladenden Bäumen mit oft voluminösen Baumkronen. Der Parkwald im Nordosten ist artenreich. Der Park mit den Baumarten wie Buche und Eiche ist für den Standort Bremer Düne typisch. Die vertikale Gliederung der Vegetation (Baumschicht) ist locker, sodass genug Licht auf den Boden vordringen kann. Es ist dadurch eine Baum-, Strauch- und Krautschicht entstanden, die eine ökologische Vielfalt herbeiführte.